# Comuna Liskî, Novoukraiinka
Liskî (în ucraineană Ліски) este o comună în raionul Novoukraiinka, regiunea Kirovohrad, Ucraina, formată din satele Kozakova Balka și Liskî (reședința).

## Demografie
Componența lingvistică a comunei Liskî
     Ucraineană (95,34%)
     Rusă (3,04%)
     Română (1,62%)
Conform recensământului din 2001, majoritatea populației comunei Liskî era vorbitoare de ucraineană (95,34%), existând în minoritate și vorbitori de rusă (3,04%) și română (1,62%).